# Bernardo Palombo
Bernardo Palombo (Mendoza, Argentina) es un pedagogo y cantautor argentino vinculado al movimiento de la nueva canción latinoamericana.

## Biografía
Bernardo nació en Mendoza, Argentina. A los 17 años el grupo vocal argentino Los Trovadores grabó su canción Vendimiador. En 1969 emigró a Nueva York y años más tarde fue profesor en New School, Sarah Lawrence, Yeshiva University y las Naciones Unidas,
En 1979 fundó El Taller Latino Americano en Nueva York donde desarrolló una labor pedagógica y cultural con adultos y niños.  A través del Taller se han presentado artistas como  Mercedes Sosa, Philip Glass, David Byrne, León Gieco, Atahualpa Yupanqui, Grupo Aymara, Pete Seeger, Luis Días y Larry Harlow, entre otros. Por su labor, el Taller Latino recibió el Premio al Educador Independiente de Teachers College, otorgado por la Columbia University. También ha organizado conciertos y talleres sobre cultura latinoamericana para instituciones como el Museo de Historia Natural de Nueva York.
Palombo ha realizado trabajos para el cine y la televisión como la producción Powaqqatsi de Lucas-Coppola, la película Americas in Transition y el programa de PBS Sesame Street, incorporando sus canciones. Sus canciones han sido grabadas por diversos intérpretes de la música y la nueva canción como Mercedes Sosa, Los Guaraguao, Philip Glass, Conjunto Libre y Lucecita Benítez.

## Discografía
- Argentina: Por el fusil y la flor (Bernardo Palombo y Cantoclaro) Paredón - P-1027